# Бірман Степан Павлович
Іштван (Степан Павлович) Бірман (нар. 11 липня 1891, місто Відень, тепер Австрія — 16 серпня 1937, Москва) — угорський соціаліст, радянський діяч, директор Дніпропетровського металургійного заводу імені Петровського. Член ЦК КП(б)У в листопаді 1927 — червні 1930 р. Кандидат у члени ЦК КП(б)У в січні 1934 — червні 1937 р.

## Біографія
Народився у бідній багатодітній єврейській родині. Після закінчення 1908 року комерційної школи (академії) в Будапешті працював у Аграрному банку. У 1912 році вступив до Соціал-демократичної партії Угорщини.
У роки Першої світової війни від березня 1915 до 1918 року — на російському й італійському фронтах у діючій австро-угорській армії.
Перебував серед прихильників встановлення радянської влади в Угорщині в 1918—1919 роках, працював у банківській системі Угорської радянської республіки, вибирався головою Будапештської центральної робітничої і солдатської ради.
У 1919—1922 роках — в'язень угорської тюрми. 22 березня 1922 року переїхав до Москви завдяки обміну політв'язнів Угорщини на військовополонених колишньої Австро-Угорської імперії в Росії.
Від 1923 року — економіст тресту Головметал СРСР, з 1926 року — заступник голови правління тресту «Південсталь» (головної металургійної бази СРСР).
У 1927 — грудні 1929 року — голова правління тресту «Південсталь». Прихильник принципів товарно-грошового, ринкового розвитку СРСР, запровадив методи господарського розрахунку на підприємствах вищезгаданого тресту.
З грудня 1929 року — керівник планово-економічного відділу Вищої ради народного господарства (ВРНГ) СРСР, заступник начальника Всесоюзного об'єднання будівництва нових заводів чорної металургії (2-ї металургійної бази країни за Уралом (Магнітогорський та Кузнецький металургійні заводи)). Навесні 1930 року звільнений з посади заступника начальника Всесоюзного об'єднання будівництва нових заводів чорної металургії і залишений лише керівником відділу ВРНГ СРСР.
1 грудня 1932 — 16 серпня 1937 року — директор Дніпропетровського металургійного заводу імені Петровського Дніпропетровської області. Під його керівництвом завод став одним із найпотужніших підприємств чорної металургії СРСР.
8 серпня 1937 року вивезений до Москви, де через кілька днів раптово помер у Кремлівській лікарні у віці 46 років. Похований на Новодівочому кладовищі в Москві.